# Te encontré
«Te encontré» es una canción de la cantante y compositora mexicana-americana Julieta Venegas incluida en su octavo álbum de estudio Tu historia. Este fue lanzada por su discográfica independiente Lolein Music como el cuarto sencillo del álbum para principios del mes de septiembre del 2022.

## Composición musical
Fue compuesta por ella misma junto con Alex Anwandter (quien también la produjo) como con todas las canciones del mismo disco.

## Vídeo musical
Se grabó en la Ciudad de México en el mes de junio de ese año (2022). 

### Trama
Se muestra a la cantante en varias habitaciones y escenas de colores oscuros y con ellas muchas personas alrededor de ella y en otras esta tomando fotografías y sacando muestras de un laboratorio, lo que el vídeo hace referencia a la identidad de género.

## Lista de canciones

### Descarga digital[5]
- "Te encontré": 3:32

## Historial de lanzamiento
| Región | Fecha                   | Formato                     | Discográfica              | Ref.        |
| ------ | ----------------------- | --------------------------- | ------------------------- | ----------- |
| México | 9 de septiembre de 2022 | Descarga digital, Streaming | Lolein Music S.A. de C.V. | [ 6 ] [ 7 ] |